# Pareledone turqueti
Pareledone turqueti är en bläckfiskart som först beskrevs av Louis Joubin 1905.  Pareledone turqueti ingår i släktet Pareledone och familjen Octopodidae. Inga underarter finns listade i Catalogue of Life.